# State Street
State Street Corporation är ett amerikanskt finansiellt holdingbolag. Inom koncernen återfinns verksamhet inom diverse investeringstjänster, från kapitalförvaltning, dataanalys till egenförvaltade ETF:er och fonder. Utöver erbjuds även tekniska handelsplattformar, algoritm- samt valutahandel. Kunderna återfinns bland större företag, institutioner, samt försäkringsbolag runtom den globala marknaden.